# Mike Johanns
Michael Owen Johanns (Osage, 18 giugno 1950) è un politico e avvocato statunitense, senatore per lo stato del Nebraska dal 2009 al 2015 ed in precedenza Segretario dell'Agricoltura degli Stati Uniti d'America nell'amministrazione Bush Jr. dal 2005 al 2007. Inoltre, Johanns ha ricoperto la carica di governatore del Nebraska dal 1999 al 2005 e ancor prima quella di sindaco di Lincoln dal 1991 al 1999. Johanns è membro del Partito Repubblicano.

## Biografia
In seguito al diploma ha continuato gli studi ottenendo un bachelor alla Saint Mary's University of Minnesota. Ha quindi conseguito il dottorato in legge alla Creighton University. Dopo gli studi, Johanns ha iniziato a praticare la professione di avvocato ad O'Neill e a Lincoln, nel Nebraska.
È stato sindaco di Lincoln dal 1991 al 1995. In seguito venne eletto governatore del Nebraska nel 1998, vincendo contro il candidato democratico Bill Hoppner. Fu rieletto nel 2002 e il suo mandato si concluse nel 2005.
Il 2 dicembre 2004 è stato nominato dal presidente George W. Bush Segretario dell'Agricoltura, in sostituzione di Ann Veneman. Nel 2006 ha rinunciato alla corsa elettorale contro il senatore democratico Ben Nelson.
Nel 2008, lasciato l'incarico governativo, concorse per il posto di senatore lasciato dal collega Chuck Hagel, sconfiggendo l'avversario democratico Scott Kleeb ed entrando quindi in Senato. Sei anni dopo Johanns rinunciò a chiedere un secondo mandato e lasciò il Congresso.
È sposato con Stephanie Johanns, senatrice di stato del Nebraska, anche lei repubblicana, con la quale ha avuto due figli.